# Reprezentacja Finlandii na Mistrzostwach Świata w Narciarstwie Klasycznym 2011
Reprezentacja Finlandii na Mistrzostwach Świata w Narciarstwie Klasycznym 2011 liczy 28 sportowców.

## Medale

### Złote medale
Biegi narciarskie mężczyzn, bieg na 15 km techniką klasyczną: Matti Heikkinen

### Srebrne medale
Biegi narciarskie kobiet, sprint drużynowy techniką klasyczną: Aino-Kaisa Saarinen i Krista Lähteenmäki

### Brązowe medale
Biegi narciarskie kobiet, bieg techniką klasyczną na 10 km: Aino Kaisa Saarinen
Biegi narciarskie kobiet, Sztafeta 4 x 5 km: Aino-Kaisa Saarinen, Krista Lähteenmäki, Pirjo Muranen, Riitta-Liisa Roponen

## Wyniki

### Biegi narciarskie mężczyzn
Sprint
- Matias Strandvall - 20. miejsce
- Martti Jylhä - 22. miejsce
- Anssi Pentsinen - odpadł w kwalifikacjach

Bieg łączony na 30 km
- Matti Heikkinen - 18. miejsce
- Tero Similä - 28. miejsce
- Lari Lehtonen - 43. miejsce
- Kari Varis - 45. miejsce

Bieg na 15 km
- Matti Heikkinen - 1. miejsce
- Sami Jauhojärvi - 5. miejsce
- Ville Nousiainen - 8. miejsce
- Tero Similä - 16. miejsce

Sprint drużynowy
- Sami Jauhojärvi, Ville Nousiainen - 5. miejsce

Sztafeta 4x10 km
- Matti Heikkinen, Sami Jauhojärvi, Ville Nousiainen, Juha Lallukka - 4. miejsce

Bieg na 50 km
- Juha Lallukka - 8. miejsce
- Ville Nousiainen - 26. miejsce
- Tero Similä - 31. miejsce
- Teemu Kattilakoski - 35. miejsce

### Biegi narciarskie kobiet
Sprint
- Krista Lähteenmäki - 16. miejsce
- Riikka Sarasoja - 27. miejsce
- Anne Kyllönen - odpadła w kwalifikacjach
- Pirjo Muranen - odpadła w kwalifikacjach

Sprint drużynowy
- Aino-Kaisa Saarinen i Krista Lähteenmäki - 2. miejsce

Bieg łączony na 15 km
- Aino-Kaisa Saarinen - 8. miejsce
- Riitta-Liisa Roponen - 14. miejsce
- Riikka Sarasoja - 18. miejsce
- Krista Lähteenmäki - 31. miejsce

Bieg na 10 km
- Aino-Kaisa Saarinen - 3. miejsce
- Krista Lähteenmäki - 5. miejsce
- Pirjo Muranen - 6. miejsce
- Kerttu Niskanen - 8. miejsce
- Riitta-Liisa Roponen - 18. miejsce

Sztafeta 4x5 km
- Aino-Kaisa Saarinen, Krista Lähteenmäki, Pirjo Muranen, Riitta-Liisa Roponen - 3. miejsce

Bieg na 30 km
- Krista Lähteenmäki - 11. miejsce
- Riitta-Liisa Roponen - 15. miejsce
- Aino-Kaisa Saarinen - 23. miejsce
- Riikka Sarasoja - 33. miejsce

### Kombinacja norweska
Konkurs indywidualny HS 106/10 km
- Janne Ryynänen - 18. miejsce
- Hannu Manninen - 21. miejsce
- Joni Karjalainen - 38. miejsce
- Eetu Vähäsöyrinki - 46. miejsce

Konkurs drużynowy HS 106/4x5 km
- Joni Karjalainen, Hannu Manninen, Janne Ryynänen, Eetu Vähäsöyrinki - 7. miejsce

Konkurs indywidualny HS 134/10 km
- Hannu Manninen - 16. miejsce
- Janne Ryynänen - 17. miejsce
- Eetu Vähäsöyrinki - 47. miejsce
- Jim Härtull - 51. miejsce

### Skoki narciarskie mężczyzn
Konkurs indywidualny na skoczni normalnej
- Anssi Koivuranta - 10. miejsce
- Olli Muotka - 18. miejsce
- Janne Ahonen - 20. miejsce
- Matti Hautamäki - 38. miejsce

Konkurs drużynowy na skoczni normalnej
- Anssi Koivuranta, Olli Muotka, Janne Ahonen, Matti Hautamäki - 8. miejsce

Konkurs indywidualny na skoczni dużej
- Matti Hautamäki - 5. miejsce
- Janne Ahonen - 30. miejsce
- Anssi Koivuranta - 33. miejsce
- Olli Muotka - 38. miejsce

Konkurs drużynowy na skoczni dużej
- Anssi Koivuranta, Olli Muotka, Janne Ahonen, Matti Hautamäki - 7. miejsce

### Skoki narciarskie kobiet
Konkurs indywidualny na skoczni normalnej
- Julia Kykkänen - 17. miejsce